# Szymsk
Szymsk – osiedle typu miejskiego w Rosji, w obwodzie nowogrodzkim. W 2010 roku liczyło 3895 mieszkańców.